# (1083) Salvia
(1083) Salvia – planetoida z pasa głównego asteroid okrążająca Słońce w ciągu 3 lat i 203 dni w średniej odległości 2,33 au. Została odkryta 26 stycznia 1928 roku w Landessternwarte Heidelberg-Königstuhl w Heidelbergu przez Karla Reinmutha. Nazwa planetoidy pochodzi od łacińskiej nazwy szałwii. Przed nadaniem nazwy planetoida nosiła oznaczenie tymczasowe (1083) 1928 BC.